# Mesosignum elegantulum
Mesosignum elegantulum is een pissebed uit de familie Mesosignidae. De wetenschappelijke naam van de soort is voor het eerst geldig gepubliceerd in 1963 door Birstein.